# Мокре (Опольське воєводство)
Мокре (пол. Mokre, нім. Mocker) — село в Польщі, у гміні Ґлубчиці Ґлубчицького повіту Опольського воєводства.
Населення — 172 особи (2011).

## Демографія
Демографічна структура станом на 31 березня 2011 року:
|          | Загалом | Допрацездатний вік | Працездатний вік | Постпрацездатний вік |
| -------- | ------- | ------------------ | ---------------- | -------------------- |
| Чоловіки | 81      | 21                 | 51               | 9                    |
| Жінки    | 91      | 19                 | 51               | 21                   |
| Разом    | 172     | 40                 | 102              | 30                   |